# Outside Summer Festivals Tour
Продолжение концертного тура Outside Tour Дэвида Боуи, который закончился 20 февраля 1996 года. Outside Summer Festivals Tour стартовал выступлением в Budokan Hall — Токио, Япония, 4 июня 1996 года. В отличие от Outside Tour, он был сольным, и проходил без участия группы Nine Inch Nails. Сократившийся состав музыкантов, участвующих в предыдущем туре, приступил к концертам в Японии, России и Исландии, затем они дали несколько концертов на европейских летних фестивалях.
Была записана 52-минутная версия концерта в Государственном Кремлёвском дворце, который состоялся 18 июня 1996 года, позднее эта запись была показана на российском телевидение (телеканал ОРТ). Также был записан концерт на фестивале Loreley Festival (состоялся 22 июня), позже он был показан на немецком телевидении. Были записаны некоторые номера выступления на фестивале Phoenix Festival (состоялся 22 июля), они транслировались на британском телевидении, в эфир радио Би-би-си попали шесть выборочных композиций этого шоу. Концерты, состоявшиеся в Тель-Авиве и Балингене, позже вещались на FM-радиостанциях в Израиле и Германии, соответственно.

## Дэвид Боуи в Москве
12 июня 1996 года состоялся прилёт Дэвида Боуи в Москву.
Это была уже третья по счёту поездка Боуи в столицу: в первый раз он побывал там в апреле-мае 1973 года (чтобы попасть в Москву из Японии, ему пришлось сесть на корабль из Йокогамы в Находку, а уже оттуда — на Транссибирскую магистраль), второй — в 1976 году вместе с Игги Попом, а уже в третий раз Боуи приехал в Москву с концертом в Государственном Кремлёвском дворце.
Гостя встретили в аэропорту Шереметьево-2 хлебом-солью, каравай был испечён самими фанатами. Во время своего пребывания в Москву Боуи планировал посетить Красную Площадь и празднование дня рождения Артемия Троицкого на корабле «Чайка», однако в последний момент он наотрез отказался от всего этого. С момента своего прибытия в президентский номер Палас-отеля Боуи практически ни разу не выходил из него: у него болело горло и его бил озноб, а также он готовился к осеннему вернисажу во Флоренции. И только за день до концерта он вышел из номера на свою пресс-конференцию, а также, после этого, в зал гостиницы «Нижний Новгород» для того, что бы дать интервью программе Троицкого «Кафе Обломов». Перед пресс-конференцией была организована встреча фанатов с Боуи у себя в номере (впервые с 70-х годов). Фанаты во время встречи предупредили его о плохой акустике в Государственном Кремлёвском Дворце и дороговизне билетов. Боуи тут же наделил билетами тех присутствующих, у кого их не было.
18 июня состоялся концерт. На нём, впервые с 1973 года и по просьбе фанатов, была исполнена песня Жака Бреля «My Death», которая прозвучала в необычном звучании — в обработке под музыкальный стиль альбома Outside. Телеверсия концерта была записана каналом ОРТ, которая длилась 52 минуты, что на 25 минут короче полной версии. Боуи был недоволен, прежде всего из-за организации зала и публики (он сказал, что такой ужасной публики, как московской, у него не было никогда). Он пообещал, что больше не приедет в Россию.

## Музыканты тура
- Дэвид Боуи — вокал
- Ривз Гэбрелс — гитара
- Гейл Энн Дорси — бас-гитара, вокал
- Захари Алхорд — ударные
- Майк Гарсон — клавишные

## Расписание концертов
| Дата         | Город               | Страна     | Место                                  |
| Азия         | Азия                | Азия       | Азия                                   |
| ------------ | ------------------- | ---------- | -------------------------------------- |
| 4 июня 1996  | Токио               | Япония     | Budokan Hall                           |
| 5 июня 1996  | Токио               | Япония     | Budokan Hall                           |
| 7 июня 1996  | Нагоя               | Япония     | Century Hall                           |
| 8 июня 1996  | Хиросима            | Япония     | Koseinenkin Hall                       |
| 10 июня 1996 | Осака               | Япония     | Castle Hall                            |
| 11 июня 1996 | Китакюсю            | Япония     | Kyusyu Koseinenkin Hall                |
| 13 июня 1996 | Фукуока             | Япония     | Sun Palace                             |
| Европа       |                     |            |                                        |
| 15 июня 1996 | Санкт-Петербург     | Россия     | (Отменён) White Nights Festival        |
| 16 июня 1996 | Санкт-Петербург     | Россия     | (Отменён) White Nights Festival        |
| 18 июня 1996 | Москва              | Россия     | Kremlin Palace Concert Hall            |
| 20 июня 1996 | Рейкьявик           | Исландия   | Laugardalshöll                         |
| 22 июня 1996 | Санкт-Гоарсхаузен   | Германия   | Loreley Festival                       |
| 23 июня 1996 | Лиссабон            | Португалия | Super Rock Festival                    |
| 25 июня 1996 | Тулон               | Франция    | Le Zénith                              |
| 28 июня 1996 | Галле               | Германия   | Outside Festival                       |
| 30 июня 1996 | Роскилле            | Дания      | Фестиваль в Роскилле                   |
| 1 июля 1996  | Афины               | Греция     | P.A.O. Stadium                         |
| 3 июля 1996  | Тель-Авив           | Израиль    | Park HaYarkon                          |
| 5 июля 1996  | Torhout             | Бельгия    | Torhout Festival                       |
| 6 июля 1996  | Werchter            | Бельгия    | Werchter Festival                      |
| 7 июля 1996  | Бельфор             | Франция    | Eurockéennes                           |
| 9 июля 1996  | Рим                 | Италия     | Stadio Olimpico                        |
| 10 июля 1996 | Фонвьей             | Монако     | Chapiteau Espace                       |
| 12 июля 1996 | Escalarre           | Испания    | Escalarre Festival                     |
| 14 июля 1996 | Санкт-Пёльтен       | Австрия    | St. Polten Festival                    |
| 16 июля 1996 | Роттердам           | Нидерланды | Sportpaleis Ahoy                       |
| 18 июля 1996 | Стратфорд-на-Эйвоне | Англия     | Phoenix Festival Long Marston Airfield |
| 20 июля 1996 | Балинген            | Германия   | Ballingen Festival                     |
| 21 июля 1996 | Беллинцона          | Швейцария  | Bellinzona Open Air Festival           |

## Список песен
Из альбома The Man Who Sold the World
- «The Man Who Sold the World»

Из альбома Hunky Dory
- «Andy Warhol»

Из альбома The Rise and Fall of Ziggy Stardust and the Spiders from Mars
- «Moonage Daydream»

Из альбома Aladdin Sane
- «Aladdin Sane»

Из альбома Diamond Dogs
- «Diamond Dogs»

Из альбома Low
- «Breaking Glass» (Дэвид Боуи, Деннис Дэвис, Джордж Мюррей)

Из альбома «Heroes»
- «Heroes» (Дэвид Боуи, Брайан Ино)

Из альбома Lodger
- «Look Back in Anger» (Дэвид Боуи, Брайан Ино)

Из альбома Scary Monsters (and Super Creeps)
- «Scary Monsters (and Super Creeps)»
- «Teenage Wildlife»

Из альбома Tin Machine II
- «Baby Universal» (Дэвид Боуи, Ривз Гэбрелс)

Из альбома Black Tie White Noise
- «Jump They Say»

Из альбома 1.Outside
- «Outside» (Дэвид Боуи, Кевин Армстронг)
- «The Hearts Filthy Lesson» (Дэвид Боуи, Брайан Ино, Ривз Гэбрелс, Майк Гарсон, Эрдал Кизилкей, Стерлинг Кемпбелл)
- «A Small Plot of Land» (Дэвид Боуи, Брайан Ино, Ривз Гэбрелс, Майк Гарсон, Эрдал Кизилкей)
- «Hallo Spaceboy» (Дэвид Боуи, Брайан Ино)
- «The Motel» (Дэвид Боуи, Брайан Ино)
- «I Have Not Been to Oxford Town» (Дэвид Боуи, Брайан Ино)
- «The Voyeur of Utter Destruction (as Beauty)» (Дэвид Боуи, Брайан Ино, Ривз Гэбрелс)
- «We Prick You» (Дэвид Боуи, Брайан Ино)
- «Strangers When We Meet»

Из альбома Earthling
- «Little Wonder» (Дэвид Боуи, Ривз Гэбрелс, Марк Плати[англ.])
- «Seven Years in Tibet» (Дэвид Боуи, Ривз Гэбрелс)
- «Telling Lies»

Прочие песни:
- «All the Young Dudes» (сингл All the Young Dudes группы Mott the Hoople, автор — Дэвид Боуи)
- «Lust for Life» (из альбома Lust for Life певца Игги Попа, авторы — Игги Поп и Дэвид Боуи)
- «My Death» (из альбома La Valse à Mille Temps поэта Жака Бреля, авторы Брель и Шуман)
- «Under Pressure» (сингл Дэвида Боуи и Queen из альбома Hot Space группы Queen, авторы — Дэвид Боуи, Джон Дикон, Брайан Мэй, Фредди Меркьюри, Роджер Тейлор)
- «White Light/White Heat» (из альбома White Light/White Heat группы The Velvet Underground, автор — Лу Рид)